# فوميو ناكاتا
فوميو ناكاتا هو مجدف ياباني، ولد في 5 يونيو 1948 في ناغانو في اليابان.

## وصلات خارجية
- فوميو ناكاتا على موقع الاتحاد الدولي للتجديف (الإنجليزية)
- فوميو ناكاتا على موقع اللجنة الأولمبية الدولية (الإنجليزية)
- فوميو ناكاتا على موقع أوليمبيديا (الإنجليزية)